# Teosofia brasileira
A Teosofia brasileira deriva-se da  Teosofia Clássica como síntese de Filosofia, Religião e Ciência dos povos e civilizações pré-colombianos habitantes da América do Sul, especialmente do Brasil.
Foi introduzida entre os brasileiros pelo Professor Henrique José de Souza em 1924, com a fundação material de Dhâranâ Sociedade Mental e Espiritualista, atual Sociedade Brasileira de Eubiose.

## Conceitos Básicos
A Teosofia ou Sabedoria Iniciática das Idades, ou ainda Sabedoria Divina é um cabedal de saber transmitido de uma humanidade mais evoluída, composta por seres mais evoluídos à outra humanidade que ainda esteja menos evoluída.
Esta Sabedoria Divina foi transmitida às civilizações era após era, sendo levada a egípcios, fenícios, caldeus,  babilônicos, persas, hebreus, tibetanos, hindus, chineses, celtas, gregos, romanos, etc. Idade após idade, até chegar aos nossos dias, isso que veio a ser chamado atualmente de Teosofia.
Entre os objetos de estudo da Teosofia, também chamada por “O Saber do Movimento do Universo” (Arandu Arakuaa), encontram-se as Leis Universais e o estudo dos Arquétipos Cósmicos que controlam a existência humana na Terra e que são capazes de dar ao Homem o domínio sobre a vida.
Cada povo revelou (isto é. velou com outros véus) essa Sabedoria, vertendo-a em signos, símbolos e alegorias que a tornavam inteligível para eles, de acordo com sua realidade, seu desenvolvimento psicológico, e sua cultura.
Derivando-se da Teosofia Clássica, propõe-se a estudar e resgatar a espiritualidade ecológica dos antepassados Nativos do povo Brasileiro, auxiliando assim na evolução do mesmo.
Torna-se, portanto, uma nova abordagem do conhecimento teosófico, porém mais acessível as características psicológicas e culturais do povo brasileiro.

## Histórico
Por diversas eras, a Sabedoria das Idades foi sendo passada para cada povo e durante o século XIX encontrava-se presente em diversas culturas, espalhada por diferentes regiões do globo. Neste século, Helena Petrovna Blavatsky (HPB) percorreu a Índia e o Tibete trazendo para o ocidente diverso princípios e conhecimentos Teosóficos guardados pela filosofia Budista e pelo Hinduísmo, dominantes nessas regiões.
Fundada a Sociedade Teosófica em Adyar, índia, a Teosofia começou a ser difundida no ocidente, inicialmente na Inglaterra e posteriormente em outros países, tais como Estados Unidos e Brasil. Fato este que dotou didática da Teosofia de um forte cartesianismo europeu.
Por outro lado, na América do Sul e no Brasil, diversos povos e civilizações floresceram e da mesma forma revelaram sua sabedoria através de signos, símbolos e alegorias adaptados a sua realidade.
No século XX, o professor Henrique José de Souza passou a resgatar os conhecimentos e sabedorias antigas das terras do Brasil para melhor adaptar a consciência do brasileiro aos conhecimentos teosóficos, criando assim a Sociedade Brasileira de Eubiose.
Por vezes confunde-se a Teosofia com budismo ou mesmo com o hinduísmo, devido ao simbolismo usado por Blavatsky para transmitir essa sabedoria. A própria teosofia clássica defende que o conhecimento e a sabedoria não têm forma, sendo adaptados pelo canal(Mitos, cultura, simbolismo, etc.) que melhor lhes transmite.

## Proposta
A proposta da Teosofia Brasileira é a de transmitir o conhecimento Iniciático das Idades(Teosofia) ao povo Brasileiro através de signos, símbolos e alegorias que melhor se adaptem ao tipo psicológico e ao inconsciente coletivo da população brasileira.

### Egrégora nacional
Cada povo possui uma egrégora, que tem total ligação com seu inconsciente coletivo. Segundo a Teosofia, esta egrégora guarda as memórias e as características físicas, energéticas, emocionais, mentais e espirituais de um povo ou de uma nação.

### Reencarnações
Como corrente espiritualista, a Teosofia considera a existência do espírito e de seu retorno à terra. Da mesma forma é de amplo conhecimento teosófico que os espíritos de um povo tendem, em grande parte, a reencarnar no mesmo local em que viveram, por características karmicas e evolutivas.
Um dado relevante é que o número de seres no Brasil por volta do ano 1500 era de 5 milhões, contrastando com 1 milhão de habitantes de toda Portugal na mesma época, dos quais menos de 2% transferiu-se para sua nova colônia, o Brasil.
Desta forma, considerando estes dados, segundo a Teosofia, a maior parte dos seres encarnados no Brasil teve suas vidas anteriores sobre a mesma terra e conseqüentemente participando da mesma egrégora e possuindo o mesmo inconsciente coletivo.

## Imigrações
Após o século XIX diversas correntes migratórias somaram-se ao povo Brasileiro, misturando-se com Tupis, Negros e Europeus que aqui viviam.
Ironicamente, uma parte da população brasileira vangloria-se apenas por ter um único ramo de sua arvore genealógica na Europa, enquanto seu inconsciente coletivo, seu poço genético e especialmente sua essência espiritual são nativos de longa data.

## Instituições
A partir de 1924, com a fundação de Dhâranâ Sociedade Mental e Espiritualista, pelo Professor Henrique José de Souza, uma série de outras instituições foram responsáveis por disseminar os estudos teosóficos e ocultistas no Brasil. A grande maioria delas com o apoio do próprio Professor Henrique, que participou ativamente da fundação de lojas maçônicas e movimentos espiritualistas de todo o gênero. Com Dhâranâ passando a se chamar Sociedade Teosófica Brasileira, e, mais tarde, Sociedade Brasileira de Eubiose, a escola iniciátiva conta hoje com cerca de cem departamentos espalhados pelo Brasil e três templos localizados nas cidades de São Lourenço (MG), Itaparica (BA) e Nova Xavantina (MT).
Detentora do legado do Professor Henrique em toda a sua extensão, incluindo centenas de "cartas-revelação", com ensinamentos legados pelo próprio a seus discípulos, esta instituição é a principal responsável pela difusão dos ensinamentos teosóficos e eubióticos no Brasil.
Atualmente outras instituições, baseadas nos trabalhos do Professor Henrique José de Souza, propagam valores semelhantes, entre elas a Sociedade de Estudos Teosóficos, a Confraria Mística Brasileira e outras derivadas.
A Sociedade Teosófica de Adyar está organizada em todo o país e possui uma editora de livros significativa. A Loja Independente de Teosofistas, fundada em 2016, procura seguir a teosofia original de Helena Blavatsky e dos Mestres de Sabedoria. 